# Kanonytschi
Kanonytschi (ukrainisch Каноничі; russisch Каноничи/Kanonitschi, polnisch Kanonicze) ist ein Dorf im Norden der Oblast Riwne in der Ukraine.
Das Dorf liegt im Osten des Rajons Warasch liegt 27 Kilometer östlich der Rajonshauptstadt Warasch und 92 Kilometer nördlich der Oblasthauptstadt am Fluss Bereschanka (Бережанка) und einer Territorialstraße.
Der Ort wurde 1629 zum ersten Mal schriftlich erwähnt und lag bis 1795 als Teil der Adelsrepublik Polen-Litauen in der Woiwodschaft Wolhynien. Danach kam er zum neugegründeten Gouvernement Wolhynien im Russischen Reich, nach dem Ersten Weltkrieg im Jahre 1921 zu Polen und lag in der Woiwodschaft Polesien bzw. ab 1930 in der Woiwodschaft Wolhynien im Powiat Sarny, Gmina Włodzimierzec, 1939 wurde das Dorf in die Sowjetunion eingegliedert. Nachdem es dann von 1941 bis 1944 von Deutschland besetzt worden war, kam der Ort nach dem Ende des Zweiten Weltkrieges wieder zur Sowjetunion und ist seit 1991 ein Teil der heutigen Ukraine.

## Verwaltungsgliederung
Am 12. Juni 2020 wurde das Dorf zum Zentrum der neugegründeten Landgemeinde Kanonytschi (Каноницька сільська громада Kanonyzka silska hromada). Zu dieser zählen noch die 4 in der untenstehenden Tabelle aufgelistetenen Dörfer, bis dahin bildete es zusammen mit dem Dorf Dubiwka die Landratsgemeinde Kanonytschi (Каноницька сільська рада/Kanonyzka silska rada) im Osten des Rajons Wolodymyrez.
Am 17. Juli 2020 wurde der Ort ein Teil des neugegründeten Rajons Warasch.
Folgende Orte sind neben dem Hauptort Kanonytschi Teil der Gemeinde:
| Name                     | Name       | Name              | Name     | Name |
| ukrainisch transkribiert | ukrainisch | russisch          | polnisch |      |
| ------------------------ | ---------- | ----------------- | -------- | ---- |
| Dubiwka                  | Дубівка    | Дубовка (Dubowka) | Dębówka  |      |
| Kidry                    | Кідри      | Кидры             | Kidry    |      |
| Nowaky                   | Новаки     | Новаки (Nowaki)   | Nowaki   |      |
| Osero                    | Озеро      | Озеро             | Jezioro  |      |